# Aleksandrówka (powiat grójecki)
Aleksandrówka – wieś sołecka w Polsce położona w województwie mazowieckim, w powiecie grójeckim, w gminie Belsk Duży.
| SIMC    | Nazwa          | Rodzaj    |
| ------- | -------------- | --------- |
| 0613961 | Konstantynówka | część wsi |

W latach 1975–1998 miejscowość należała administracyjnie do województwa radomskiego.